# Rhamnus persicus
Rhamnus persicus är en brakvedsväxtart som beskrevs av Pierre Edmond Boissier. Rhamnus persicus ingår i släktet getaplar, och familjen brakvedsväxter. Inga underarter finns listade i Catalogue of Life.